# Concatenación
La concatenación o  conduplicación es, en general, el acto de unir o enlazar cosas, elogios, etc.

## En retórica
En el contexto de las figuras  retóricas, la concatenación es el uso continuado de la epanadiplosis en un enunciado o verso, es decir, consiste en la repetición de una palabra o sintagma al final de un verso y al principio del siguiente.
Nótese el siguiente ejemplo:

La plaza tiene una torre,
La torre tiene un balcón ,
el balcón tiene una dama,
la dama  una blanca flor...
Antonio Machado

## Informática
Es la operación por la cual dos caracteres se unen para formar una cadena de caracteres (o string). También se pueden concatenar dos cadenas de caracteres o un carácter con una cadena para formar una cadena de mayor tamaño. Algunos ejemplos:
- 'a' concatenado 'b' → "ab"
- "ABCD" concatenado 'b' → "ABCDb"
- 'a' concatenado "XYZ" → "aXYZ"
- "ABCD" concatenado "XYZ" → "ABCDXYZ"

### PHP y Perl
En PHP y perl se concatena con un punto (.)

Por ejemplo, en PHP:
```
$_H1 = "Ignacio";
$_H2 = "Alex";

echo $_H1. " y ". $_H2. " son hermanos.";
```

Dará como resultado la cadena:
```
Ignacio y Alex son hermanos.
```

### En Delphi
Para concatenar cadenas de caracteres (string) se usa el símbolo de suma (+). Habiendo definido las variables como corresponde, el ejemplo de arriba sería:

S1:='Ignacio';
S2:='Alex';

Resultado:=S1 + ' y ' + S2 + ' son hermanos.';

El resultado será el mismo.

### En Microsoft Excel
Excel cuenta con la función CONCATENAR que justamente permite unir bajo una sola cadena de texto información proveniente de otras cadenas de texto, números o referencias de celda. La función CONCATENAR une hasta 255 cadenas de texto en una sola. Los elementos que se unirán pueden ser texto, números, referencias de celda o una combinación de estos elementos. 
```
=CONCATENAR(texto1; [texto2]; ...)
```

La sintaxis de la función CONCATENAR tiene los siguientes argumento:
```
Texto1: Obligatorio. El primer elemento de texto que se concatenará.
```

```
Texto2; ...   Opcional. Elementos de texto adicionales, hasta un máximo de 255 elementos. Deben estar separados con punto y coma.
```

También se puede usar el operador de cálculo símbolo de "y" comercial (&) en lugar de la función CONCATENAR para unir elementos de texto.

### Otros
Dependiendo del lenguaje se usa su concatenador tales como:
- & (ampersand)
- ^ (acento)
- · (punto de producto)

## En química
Es la propiedad de algunos átomos, como el carbono por ejemplo, de unirse a otros átomos iguales a él y formar cadenas, ya sean lineales, ramificadas o cíclicas.